# Domenico Maria Gusmano Galeazzi
Domenico Maria Gusmano Galeazzi (Bologna, 4 agosto 1686 – Bologna, 30 luglio 1775) è stato un anatomista italiano.
Descrisse la natura dei calcoli delle vie urinarie.
Studiò a bologna al Collegio dei Gesuiti e poi medicina con Matteo Bazzani e Antonio Maria Valsalva. Ottenne il dottorato in filosofia e medicina nel 1709, e fu nominato professore supplente di fisica sperimentale insieme al professor Jacopo Bartolomeo Beccari.
Nel 1719 si recò sulle Alpi di San Pellegrino, con Luigi Ferdinando Marsili, per indagare sui fossili di conchiglie e sugli agenti atmosferici.
Nel 1728 visitò, con Marco Maria Melega, le regioni d'Italia afflitte dalla piaga delle locuste.
Nel 1734, quando Beccari divenne professore di chimica, e Galeazzi lo sostituì come professore di fisica, uno degli allievi di Galeazzi fu Luigi Galvani, che in seguito divenne suo genero quando sposò la figlia, Lucia, anche lei scienziata. Galeazzi fu inserito nell'Accademia delle scienze dell'Istituto di Bologna.